# سيندا يوكي
سيندا يوكي (بالأنكليزية:Senda Yuki) أستاذة علم اجتماع في جامعة موساشي، ولدت في أوساكا عام 1968، وحصلت على درجة الدكتوراه في علم الاجتماع من جامعة طوكيو كلية الدراسات العليا في العلوم الإنسانية وعلم الاجتماع عام 2000. كما شغلت منصب أستاذ مساعد في جامعة طوكيو للدراسات الأجنبية. تتضمن أعمالها المنشورة (الأسرة اليابانية الحديثة: من أين أتت وإلى أين تتجه) و (دراسات المرأة ودراسات الرجل).